# Ранеб
Ранеб је био фараон за време Друге династије Египта. Тврди се да је владао Египтом 39 година, али тако велика бројка не може бити потврђена на основу неколико пронађених артефаката које су датиране у његово доба. Неке од књига га називају Небре.
Његово име долази од имена бога Ра, које се понекад писало Ре, па му тако име значи 'Син Ра'.